# Смолени (Дебърца)
 Тази статия е за бившето село в Дебърца, Северна Македония.  За славянското племе, вижте Смоляни.  
Смо̀лени (на македонска литературна норма: Смолени) е бивше село в община Дебърца на Северна Македония.

## География
Смолени е било разположено в днешното землище на Ново село.

## История
В XIX век селото е чисто българско. Според Васил Кънчов в 90-те години Смолени има 3 къщи. Според статистиката му („Македония. Етнография и статистика“) от 1900 година Смолени е населявано от 18 жители българи.
Селото е изгорено в Илинденско-Преображенското въстание в 1903 година и землището му е присъединено към това на Ново село.